# Nové Deypalan
Nové Deypalan (* 8. November 1966 in Victorias City) ist ein philippinischer Dirigent und Komponist.
Deypalan hatte in seiner Kindheit Klavierunterricht und begann seine musikalische Ausbildung am Musikcollege der University of Philippines, wo Ryan Cayabyab sein Mentor war. Er dirigierte während dieser Studienzeit am Kulturellen Zentrum der Philippinen (Sentrong Pangkultura ng Pilipinas) und führte eigene Kompositionen wie Kagat sa Mansanas und Florante at Laura auf. An der Chapman University erlangte Deypalan den Gard eines Bachelor, an der University of Southern California den Mastergrad im Fach Dirigieren, es schloss sich ein Dissertationsstudium an der University of South Carolina an. Zu seinen Lehrern zählten Larry Livingston, Jane Hardester, Patrick Goeser, Donald Brinegar, John Farrer und Donald Portnoy.
Mit John Rutter arbeitete Deypalan als Chordirigent bei Auftritten in der Carnegie Hall und im Vatikan vor Papst Johannes Paul II. 2008 dirigierte er die Uraufführung seiner eigenen Komposition Libera Me für Bariton, Chor und Orchester am Pasadena City College. Bei seinem Dirigentendebüt in der Carnegie Hall führte Deypalan Dream of a Hundred Flowers der chinesischen Komponistin Fang Man auf.